# MARAD Design C8-S-81b
Die LASH-Schiffe des MARAD Design C8-S-81b wurden von 1970 bis 1973 in elf Einheiten bei der Werft Avondale Shipyards in New Orleans gebaut.

## Geschichte
Ende der 1960er Jahre wurden in Japan die ersten LASH-Schiffe nach den Plänen des Schiffbauingenieurs Jerome L. Goldman in Auftrag gegeben, die Acadia Forest und die Atlantic Forest. Bevor das erste dieser beiden Schiffe in Fahrt gesetzt worden war, folgten 1969 die Bauaufträge für die US-amerikanische Avondale-Werft. Diese baute von 1970 bis 1973 eine Elferserie baugleicher LASH-Schiffe des Typs C8-S-81b für die beiden Reedereien Prudential Grace Line in New York und Pacific Far East Line in San Francisco. Der Stückpreis pro Schiff lag bei jeweils 21,3 Millionen US-Dollar.
Abweichend von den übrigen Reedereien erhielt die Pacific Far East Line von der Northrop-Ventura-Division 200 LASH-Leichter aus glasfaserverstärktem Kunststoff. Diese sollten durch ihr um 40 Tonnen geringeres Gewicht eine höhere Tragfähigkeit gewährleisten und durch ihre größeren Lukenöffnungen einen schnelleren Ladungsumschlag ermöglichen. Darüber hinaus sollten sie durch ihre Korrosionsbeständigkeit wartungsärmer sein, was sich in der Praxis nicht bewahrheitete – sie waren stattdessen deutlich reparaturanfälliger, als ihre herkömmlich gefertigten Pendants.

## Die Schiffe
| MARAD Design C8-S-81b | MARAD Design C8-S-81b | MARAD Design C8-S-81b | MARAD Design C8-S-81b | MARAD Design C8-S-81b | MARAD Design C8-S-81b |
| Name                  | IMO-Nr.               | Reederei              | Baunummer             | Fertigstellung        | Spätere Namen und Verbleib |
| --------------------- | --------------------- | --------------------- | --------------------- | --------------------- | --- |
| Lash Italia           | 7026912               | Prudential Grace Line | 1184                  | 1970                  | Abbruch 1987 |
| Lash Turkiye          | 7034335               | Prudential Grace Line | 1185                  | 1971                  | 1978 Delta Caribe, 1987 Cape Florida (T-AK-5071)                                                                                    |
| Lash Espana           | 7050248               | Prudential Grace Line | 1186                  | 1971                  | 1976 Austral Lightning, 1985 Cape Fear (T-AK 5061), Juli 2006 National Defense Reserve Fleet in Suisun Bay aufgelegt                |
| Thomas E. Cuffe       | 7105471               | Pacific Far East Line | 1187                  | 1971                  | 1978 Umbau zum C8-S-F81e-Containerschiff, 1979 President Hoover, 1993 Lihue                                                         |
| Golden Bear           | 7114185               | Pacific Far East Line | 1188                  | 1971                  | 1977 Umbau zum C8-S-F81e-Containerschiff, 1979 President Grant, 1996 Chief Gadao, 2006 Chief, Abbruch in Chittagong ab 31. Mai 2006 |
| Pacific Bear          | ?                     | Pacific Far East Line | 1189                  | 1971                  | 1977 Umbau zum C8-S-F81e-Containerschiff American Trader, 1986 President Harrison, Abbruch 1996                                     |
| Japan Bear            | 7125316               | Pacific Far East Line | 1190                  | 1972                  | 1978 Umbau zum C8-S-F81e-Containerschiff President Tyler, 1996 Ewa, Abbruch 2006                                                    |
| China Bear            | 7207645               | Pacific Far East Line | 1191                  | 1972                  | 1975 Austral Rainbow, 2000 Ustral, Abbruch in Alang ab 16. August 2000                                                              |
| Lash Atlantico        | 7207633               | Prudential Grace Line | 1192                  | 1973                  | Abbruch 1996 |
| Lash Pacifico         | 7216995               | Prudential Grace Line | 1193                  | 1973                  | 1989 American Kestrel, Abbruch 1995                                                                                                 |
| Philippine Bear       | 7225714               | Pacific Far East Line | 1194                  | 1973                  | 1975 Austral Moon, 1984 American Veteran, Abbruch 1995                                                                              |